# Joan Cardells Alemán
Joan Cardells Alemán (València, 21 de març de 1948 - 6 de juliol de 2019) va ser un pintor, dibuixant i escultor valencià. Va estudiar a l'Escola d'Arts i Oficis i a l'Escola Superior de Belles Arts de València i va ser cofundador del col·lectiu Equip Realitat dins del qual va estar actiu entre 1966 i 1976. La seva activitat artìstica individual, nucli del seu treball creatiu, va cobrir des d'aquell moment fins a data de la seva mort. Va cultivar una pintura de tall expressionista i de temàtica urbana amb dibuixos, així com escultures fabricades amb fibrociment, cartó cosit i uralita, relleus de ferro fos i escultures de bronze
L'etapa més identitària i prolífica de la seva obra parteix dels anys setanta fins al 2019. En paraules del crític Franciso Calvo Serraller, Cardells: " va cobrar un vol independent cap a l'equador de la segona meitat dels anys setanta, desenvolupant una obra personal, interessant i coherent".
Va rebre guardons com el Premi Càceres d'Escultura i el premi Alfons Roig d'Arts Plàstiques de la Diputació de València i va exposar a l'Institut Valencià d'Art Modern, el Museu Nacional Centre d'Art Reina Sofia, entre d'altres. Va ser nomenat Acadèmic de la Reial Acadèmia de Belles Arts de San Carles a l'any 2015. La seva obra està present a un gran nombre de col·leccions privades i públiques tant a nivell nacional com internacional.